# Acetat de metil
L'acetat de metil o etanoat de metil és un èster carboxilat amb la fórmula CH₃COOCH₃. És un líquid inflamable amb una olor agradable. De vegades s'usa com solvent però l'acetat d'etil que n'està relacionat, és un solvent més comú.

## Preparació
L'acetat de metil es produeix industrialment per carbonilació del metanol com un subproducte de la producció d'àcid acètic. També s'origina de l'esterificació de l'àcid acètic amb metanol en presència d'àcids forts

## Aplicacions
L'ús principal de l'acetat de metil és com a solvent volàtil de baixa toxicitat en adhesius, pintures i llevadors d'esmalt d'ungles.
Es produeix anhídrid acètic per carbonilació de l'acetat de metil en el procés Monsanto.